# Lucien Brasseur
Pour les articles homonymes, voir Brasseur.
Lucien Brasseur, né le 18 août 1878 à Saultain et mort le 9 février 1960 à Paris, est un sculpteur français.

## Biographie

Bas-relief de la gare de Brest, dont il ne reste que la partie basse.

Lucien Brasseur apprend le hautbois au conservatoire de Valenciennes, où il obtient un premier prix en août 1895. À la même période, il étudie la sculpture à l'école d'art de la ville. Élève de Louis-Ernest Barrias, Jules Coutan et Hippolyte Lefebvre, il est diplômé de l'École des beaux-arts de Paris en 1894, obtient un second prix de Rome en 1902 et le premier grand prix en 1905.
Médaille de 3e classe en 1912 au Salon des artistes français, il y exposait depuis 1905.
Durant l'entre-deux-guerres, il réalise plusieurs monuments aux morts pour des communes du nord de la France, dont celui de Tourcoing et, l'un des plus connus, le Monument aux morts d'Havrincourt (Pas-de-Calais), où il se représentera lui-même en poilu, et le monument aux morts de Bayonne figurant paysans et soldats dans un bas relief adossé au glacis des remparts. Il est également l'auteur des bas-reliefs de la gare de Brest, bâtiment de style Art déco construit au début des années 1930. Il est l'auteur d'une des statues du palais de Chaillot pour l'Exposition de 1937 à Paris.
En 1947, il est nommé Rosati d'honneur.
Lucien Brasseur est inhumé dans la 79e division du cimetière parisien de Bagneux.

## Œuvres dans les collections publiques
- Brest, gare de Brest : bas-relief du beffroi, entre 1936 et 1937 (Urbain Cassan, architecte). La partie haute, endommagée pendant la Seconde Guerre mondiale, ne fut pas conservée lors de la rénovation de la gare après-guerre.
- Tourcoing, Monument aux morts, entre 1924 et 1931.